# Abu l-Hasan Khan al-Mahallati al-Kohaki
Sayyid Abu l-Hasan Khan al-Mahallati al-Kohaki fou imam dels ismaïlites nizarites de la línia kasemxàhida. Era originari de la vila de Kohak a la regió de Mahallat. Fou beglerbegi de Kirman sota Karim Khan Zand i successors des de 1768 a 1791/1792. El lloc on més partidaris tenia era Šahr-e Bābak al sud de les muntanyes Kūh-e Masāhem (quasi 200 km a l'oest de Kirman), on tenia una gran fortalesa i on les tribus de khurasanis i atallahatis li donaven tot el suport. A la mort de Karim Khan va governar Kirman com independent i sembla que fou molt beneficiós per la regió. Quan Lutf Ali Khan Zand va assetjar la ciutat de Kirman (1790/1791) es va declarar a favor dels qajars i la va defensar amb èxit. Va morir l'any següent i el va succeir el seu cosí Mirza Sadek. Els seus descendents van seguir la dinastia d'imams nizarites.